# Prostanthera
Prostanthera  é um gênero botânico da família Lamiaceae, encontrado na Austrália.

## Espécies
Constituido por 110 espécies:
Prostanthera albiflora, Prostanthera albo, Prostanthera althoferi,
Prostanthera ammophila, Prostanthera arenícola, Prostanthera askania,
Prostanthera aspalathoides, Prostanthera atriplicifolia, Prostanthera atroviolacea,
Prostanthera baxteri, Prostanthera behriana, Prostanthera caleyi,
Prostanthera calycina, Prostanthera campbellii, Prostanthera canaliculata,
Prostanthera carrickiana, Prostanthera caerulea, Prostanthera centralis,
Prostanthera chlorantha, Prostanthera chrysocalyx, Prostanthera cineolifera,
Prostanthera clotteniana, Prostanthera coccínea, Prostanthera collina,
Prostanthera cotinifolia, Prostanthera cruciflora, Prostanthera cryptandroides,
Prostanthera cuneata, Prostanthera debilis, Prostanthera decussata,
Prostanthera densa, Prostanthera denticulata, Prostanthera discolor,
Prostanthera eckersleyana, Prostanthera empetrifolia, Prostanthera eriocalyx,
Prostanthera euphrasioides, Prostanthera eurybioides, Prostanthera fastigiata,
Prostanthera florífera, Prostanthera galbraithiae, Prostanthera granítica,
Prostanthera grylloana, Prostanthera hindii, Prostanthera hirtula,
Prostanthera howellae, Prostanthera howelliae, Prostanthera incana,
Prostanthera incisa, Prostanthera incurvata, Prostanthera junonis,
Prostanthera lanceolata, Prostanthera laricoides, Prostanthera lasianthos,
Prostanthera latifólia, Prostanthera leichhardtii, Prostanthera lepidota,
Prostanthera linearis, Prostanthera lithospermoides, Prostanthera magnifica,
Prostanthera marifolia, Prostanthera megacalyx, Prostanthera melissifolia,
Prostanthera microphylla, Prostanthera montícola, Prostanthera nanophylla,
Prostanthera nivea, Prostanthera nudula, Prostanthera odoratissima,
Prostanthera ovalifolia, Prostanthera palustris, Prostanthera parvifólia,
Prostanthera patens, Prostanthera pattila, Prostanthera patula,
Prostanthera pedicellata, Prostanthera petrófila, Prostanthera phylicifolia,
Prostanthera pimelioides, Prostanthera pimeloides, Prostanthera porcata,
Prostanthera prunelloides, Prostanthera pulchella, Prostanthera retusa,
Prostanthera rhombea, Prostanthera ringens, Prostanthera rosea,
Prostanthera rotundifólia, Prostanthera rugosa, Prostanthera saxícola,
Prostanthera schultzii, Prostanthera scutata, Prostanthera scutellarioides,
Prostanthera semiteres, Prostanthera sericea, Prostanthera serpyllifolia,
Prostanthera sieberi, Prostanthera spinosa, Prostanthera splendens,
Prostanthera staurophylla, Prostanthera striatiflora, Prostanthera stricta,
Prostanthera suborbicularis, Prostanthera sullivaniae, Prostanthera teretifolia,
Prostanthera thymifolia, Prostanthera tysoniana, Prostanthera verticillaris,
Prostanthera violácea, Prostanthera walteri, Prostanthera wilkieana,
Prostanthera wrixonii, Prostanthera Hybriden

## Nome e referências
Prostanthera Labillardière, 1806